# Jednostki organizacyjne Marynarki Wojennej
Jednostki organizacyjne Marynarki Wojennej – podział sił polskiej Marynarki Wojennej według występujących w jej składzie jednostek organizacyjnych wojska.

## Siły morskie
Związki operacyjne
- flota (2-4 flotylle okrętów)

Związki taktyczne
- flotylla okrętów (2-4 brygady okrętów lub 4-12 dywizjonów okrętów)
- brygada okrętów[1](2-3 dywizjony okrętów)

Oddziały taktyczne
- dywizjon okrętów II rangi (2-4 okręty)
- dywizjon okrętów III i IV rangi (2-3 grupy okrętów lub 4-12 okrętów)

Pododdziały taktyczne
- grupa okrętów II rangi (2-3 okręty)
- grupa okrętów III i IV rangi (3-4 okręty)
- okręt I rangi[1]
- okręt II rangi
- okręt III rangi
- okręt IV rangi

## Siły lotnicze
Związki taktyczne
- dywizja[1]/ skrzydło (3-4 pułki/bazy)
- brygada (3-4 dywizjony)

Oddziały taktyczne
- pułk[1]/baza lotnictwa (3-4 eskadry)
- dywizjon (2-3 eskadry)

Pododdziały taktyczne
- eskadra (3-4 klucze)
- klucz (3-4 samoloty lub śmigłowce)
- para (2 samoloty lub śmigłowce)
- samolot; śmigłowiec

## Siły lądowe
Związki taktyczne
- brygada[1] (3-4 pułki lub 3-6 batalionów)

Oddziały taktyczne
- pułk (2-3 baterie lub 3-5 batalionów)

Pododdziały taktyczne
- batalion (3-6 kompanii); dywizjon (2-3 baterie)
- kompania (2-4 plutony); bateria (2-6 działonów, obsług lub załóg)
- pluton (2-4 drużyny)
- drużyna; działon; obsługa; załoga